# Hej Sokoły
Hej, Sokoły (« Hé, les faucons », en ukrainien : Гей, соколи) est une ballade traditionnelle polonaise et ukrainienne, datant de la première moitié du XIXe siècle. Les paroles, qui existent sous plusieurs versions, évoquent une jeune fille ukrainienne à qui son fiancé, soit un cosaque soit un uhlan, dit au revoir pour la dernière fois. Bien que les origines exactes de la chanson soient inconnues, elle est généralement attribuée au poète Tomasz Padurra : les paroles sont caractéristiques de l'école ukrainienne du romantisme polonais.
La chanson était populaire parmi les soldats polonais pendant la guerre russo-polonaise, et a également été chantée par les partisans polonais pendant la Seconde Guerre mondiale. Après la guerre, elle a fait partie des hymnes des scouts polonais, le Związek Harcerstwa Polskiego.

## Paroles
Hej tam gdzieś z nad czarnej wody siada na koń kozak młody,

Czule żegna się z dziewczyną, jeszcze czulej z Ukrainą!

Hej, hej, hej, sokoły, omijajcie góry, lasy, doły,

Dzwoń dzwoń dzwoń dzwoneczku, mój stepowy skowroneczku!
Hej, hej, hej, sokoły, omijajcie góry, lasy, doły,

Dzwoń dzwoń dzwoń dzwoneczku, mój stepowy dzwoń dzwoń dzwoń!

Wiele dziewcząt jest na świecie, lecz najwięcej w Ukrainie; tam me serce pozostało, przy kochanej mej dziewczynie!

Hej, hej, hej, sokoły, omijajcie góry, lasy, doły,

Dzwoń dzwoń dzwoń dzwoneczku, mój stepowy skowroneczku!
Hej, hej, hej, sokoły, omijajcie góry, lasy, doły,

Dzwoń dzwoń dzwoń dzwoneczku, mój stepowy dzwoń dzwoń dzwoń!

Żal, żal, za dziewczyną, za zieloną Ukrainą,

Żal, żal, serce płacze, już jej więcej nie zobaczę!

Hej, hej, hej, sokoły, omijajcie góry, lasy, doły,

Dzwoń dzwoń dzwoń dzwoneczku, mój stepowy skowroneczku!
Hej, hej, hej, sokoły, omijajcie góry, lasy, doły,

Dzwoń dzwoń dzwoń dzwoneczku, mój stepowy dzwoń dzwoń dzwoń!

Wina, wina, wina dajcie, a jak umrę pochowajcie,
na zielonej Ukrainie, przy kochanej mej dziewczynie!

Hej, hej, hej, sokoły, omijajcie góry, lasy, doły,
Dzwoń dzwoń dzwoń dzwoneczku, mój stepowy skowroneczku!
Hej, hej, hej, sokoły, omijajcie góry, lasy, doły,

Dzwoń dzwoń dzwoń dzwoneczku, mój stepowy dzwoń dzwoń dzwoń!
Traduction
Là où les eaux sont noires un cosaque monte sur un cheval

Il dit adieu à sa copine et même plus tendrement à l'Ukraine.
Hé, hé, hé les faucons, évitez les montagnes, les forêts, les vallées.
Sonne, sonne, sonne ma cloche, ma petite alouette des steppes
Hé, hé, hé les faucons, évitez les montagnes, les forêts, les vallées.
Sonne, sonne, sonne ma cloche, les steppes sonnent, sonnent, sonnent.
Il y a beaucoup de filles dans le monde, mais il y en a encore plus en Ukraine ; c’est là bas que mon cœur est resté, avec ma fille bien-aimée !
[Refrain]
Je suis en deuil pour la fille et pour l'Ukraine verte.

Je suis en deuil, mon cœur pleure car je ne les verrai jamais plus.
[Refrain]
Donnez-moi du vin, du vin, du vin, et quand je serai mort enterrez-moi

En Ukraine verte, à côté de ma bien-aimée.
[Refrain]

## Adaptation
En 2023 le groupe de punk folk The Dreadnoughts fait une reprise de la ballade en l'adaptant partiellement en anglais.